# قوطي (حيوان)
القُوَطيّ (الاسم العلمي: Nasua) هي جنس من الحيوانات يتبع الفصيلة الراكونية من رتبة اللواحم. يتميز بخرطوم مرن طويل ويسير عادة ناصبًا ذيله الطويل الطوقي الشكل ويسمى أيضا القوطي موندي. يعيش حيوان القوطي في مناطق الغابات في الأمريكتين من أريزونا جنوبي الولاياتالمتحدة حتى شمال
الأرجنتين، وتعني كلمة القوطي موندي عند الهنود الحمر القوطي الوحيد، وهي تشير في الواقع إلى الذكور فقط.

## صفاته ومظهره
ويتراوح طوله بين 40 و65 سم فيما عدا الذيل.. ويزن من 4,5 إلى 7 كجم، ولحيوان القوطي الذي يعيش في التلال
المجدبة لأريزونا فروة شقراء رملية اللون. و يعيش حيوان القوطي في غابات ( بنما) المطيرة أما ما يعيش منه في أمريكا الجنوبية، فلونه البني يميل للإحمرار. يأكل حيوان القوطي كل شيء يعثر عليه بمافي ذلك الحشرات والديدان وسرطان الأرض والقواقع والعناكب، وعديد من الفواكه كما يأكل بيض الطيور والسحالي والفئران، ويتجول حيوان القوطي معظم وقت النهارويجد في الأرض وعلى الأشجارمرتعًا له وهو حيوان غريب ذكي لا يكف عن تشمم الهواء ونبش الأرض بمخالبه في تجواله بالغابات، وتنتقل إناث القوطي وصغارُها في جماعات من
ستة إلى عشرين، أما الذكورُ المكتملة النمو فتعيش وحدها.

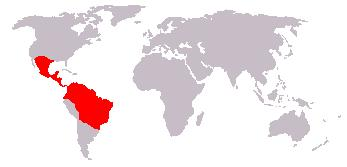
أماكن تواجده جغرافيا

## أنواع حيوان القوطي
- قوطي أبيض الخطم
- قوطي أمريكي جنوبي